# Weymarn (Adelsgeschlecht)

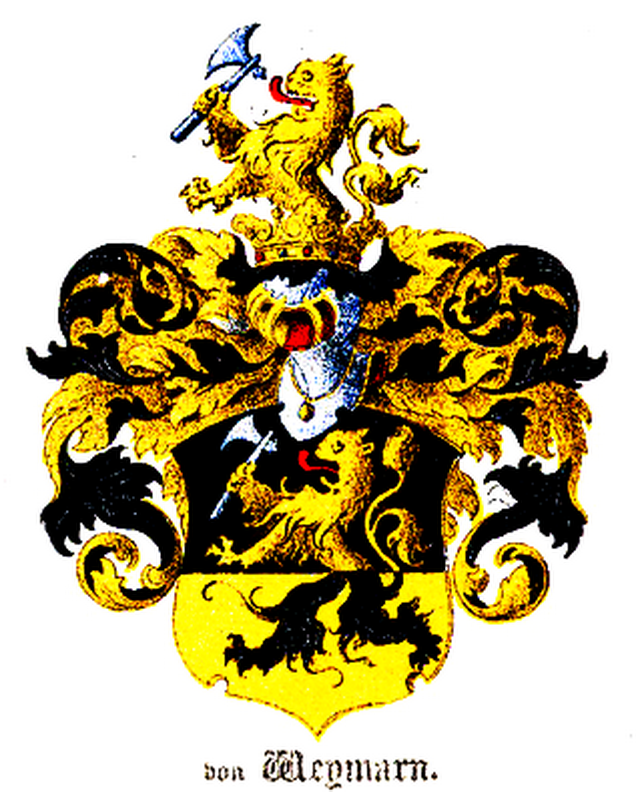
Wappen derer von Weymarn (1693)

Weymarn (russisch Веймарн, selten auch Ваймарн) ist der Name eines deutsch-baltischen, schwedischen und russischen Adelsgeschlechts. Verschiedene Zweige der Familie bestehen gegenwärtig fort.

## Geschichte
Das Geschlecht ging aus der lübischen Familie Weimar hervor, deren Stammreihe mit dem Lübecker Kaufmann Jürgen Weimar bzw. dessen 1598 nach Arensburg ausgewanderten Sohn, Anton Weymar († vor 1629), Kaufmann in Lübeck, Mitau und Pernau sowie herzoglich kurländischer Rentmeister beginnt. 1693 ist der schwedische Adelstand an die Familie gekommen, worauf hin sie sich 1741 bei der oeselschen Ritterschaft und 1839 bei der estländischen Ritterschaft immatrikulierte.
Ein agnatischer, fürstlicher Zweig des Geschlechts ist das Haus Barclay de Tolly-Weymarn.

## Wappen
Wappen (1693): zeigt in von Schwarz und Gold geteiltem Schild einen zweischwänziger Löwen in verwechselten Farben, eine silberne Streitaxt schwingend. Auf dem gekrönten Helm mit schwarz-goldenen Decken der goldene Löwe mit der Steinaxt
wachsend.

## Angehörige
- Hermann Gustav von Weymarn (1717–1771), öselscher Landmarschall
- Hans Heinrich von Weymarn (1718–1792), russischer General und Minister
- Peter Heinrich von Weymarn (1749–1810), russischer Generalmajor
- Balthasar von Weymarn (1789–1853), russischer Generalmajor
- Wilhelm Peter Jost von Weymarn (1793–1846), russischer Generalleutnant
- Ferdinand von Weymarn  (1800–1846), russischer Generalmajor
- Peter von Weymarn  (1812–1855), russischer Generalmajor
- Alexander von Weymarn  (1813–1872), russischer Generalleutnant
- Alexander Magnus Friedrich Fürst Barclay de Tolly-Weymarn (1824–1905), russischer General der Infanterie
- Theodor von Weymarn  (1827–1891), russischer Generalleutnant
- Wilhelm von Weymarn (1831–1913), russischer Generalleutnant
- Platon von Weymarn (1834–1893), russischer Generalleutnant
- Peter von Weymarn (1848–1912), russischer Generalmajor
- Johann von Weymarn (1852–1915), russischer General der Kavallerie
- Wladimir von Weymarn (1860–1928/1932), russischer General der Artillerie
- Pjotr Petrowitsch von Weimarn (1879–1935), russischer Chemiker
- Peter W. von Weymarn (1936–2023), deutscher Winzer
- Verena von Weymarn, geb. v. Stritzky (* 1943), erster weiblicher General in der deutschen Geschichte
- Balthasar von Weymarn (* 1968), deutscher Autor und (Hörspiel-)Regisseur